# Alexander A. Dorfmann
Alexander A. Dorfmann (russisch Александр Антонович Дорфман, * 30. Juni 1945 in Moskau) ist ein russisch - deutscher Mathematiker, der sich mit Angewandter Mathematik beschäftigt.
| Personendaten    | Personendaten                     |
| ---------------- | --------------------------------- |
| NAME             | Dorfmann, Alexander A.            |
| KURZBESCHREIBUNG | russisch - deutscher Mathematiker |
| GEBURTSDATUM     | 30. Juni 1945                     |
| GEBURTSORT       | Moskau                            |